# Julio Borges
Julio Andres Borges, född 22 oktober 1969 i Caracas, är en venezolansk politiker och tidigare medlem av Venezuelas nationalförsamling, där han företrädde partiet Primero Justicia. Han var partiets kandidat i presidentvalet 2006, men avstod till förmån för Manuel Rosales, Zulias guvernör.